# Jorge Paleólogo Cantacuzeno
Jorge Paleólogo Cantacuzeno (em grego: Γεώργιος Παλαιολόγος Καντακουζηνός; romaniz.: Geórgios Palaiológos Kantakouzenós ca. 1390 - 1456/1459) foi um aristocrata bizantino, membro da família Cantacuzeno, e aventureiro. É melhor conhecido por seu apelido turco Sachatai, que ele adquiriu no serviço do déspota Constantino Paleólogo no começo de sua carreira militar.

## Biografia
Jorge Paleólogo Cantacuzeno era o filho de Teodoro Paleólogo Cantacuzeno. Entre seus irmãos estava a despotisa da Sérvia Irene Cantacuzena, a imperatriz de Trebizonda Helena, e a esposa de nome desconhecido do rei Jorge VIII da Geórgia. Ele também foi um primo dos últimos dois imperadores bizantino, João VIII Paleólogo (r. 1425–1448) e Constantino XI Paleólogo (r. 1448–1453). Ele ocupou sua juventude na capital bizantina, Constantinopla, onde estudou sob João Cortasmeno. Mais tarde, mudou-se para o Despotado de Moreia, onde é atestado nos documentos de Ragusa escritos em 1431. Ele tinha inclinações eruditas e mantinha uma biblioteca em Calavrita, onde foi visitado por Ciríaco de Ancona em 1436.
Quando o déspota Constantino partiu para Constantinopla em setembro de 1437 para governar a cidade durante a ausência de seu irmão João VIII Paleólogo, Jorge também deixou a Grécia. Ele visitou sua irmão Helena de Trebizonda, e então sua outra irmão Irene na Sérvia, onde decidiu permanecer. Ele auxiliou na construção e defesa do Castelo de Semêndria que sua irmã e cunhado Jorge I Brankovic começam em 1430; por um tempo ele comandou a guarnição da fortaleza. Uma nota datada de 31 de maio de 1454 em um manuscrito de Procópio (Cod. Palatin. gr. 278) indica que pertenceu a Jorge Cantacuzeno enquanto ele estava vivendo em Semêndria.
Seu bisneto, o historiador Teodoro Espandunes, registra que Jorge liderou a defesa de Semêndria contra os ataques dos húngaros em 1456, recusando render a fortaleza mesmo quando os atacantes ostentaram seu filho cativo Teodoro diante dos muros. O historiador Donald Nicon, que estudou a família Cantacuzeno, acredita que Jorge não estava presente na primeira captura turca da fortaleza por Murade II em 1439, quando a defesa de Semêndria estava nas mãos de seu irmão Tomás, nem no cerco final e captura por Maomé II, o Conquistador em 20 de junho de 1459. Nicol data sua morte entre 1456 e 1459, e argumenta que este Jorge Cantacuzeno não pode ser identificado com o Jorge Paleólogo que, de acordo com Jorge Frantzes, esteve envolvido no conflito entre os déspotas Demétrio e Tomás Paleólogo na Moreia em 1459.

### Família
Hugues Busac, compilando a genealogia de sua esposa Carola Cantacuzene de Flory, descreve Jorge Paleólogo Cantacuzeno como o avô dela e o irmão do grande doméstico Andrônico Paleólogo Cantacuzeno. Espandunes afirma ele como seu avô materno, e em outro lugar descreve-o como o neto do imperador João VI Cantacuzeno. Nicol acredita que Espandunes está errado, sendo o imperador João VI seu bisavô e Mateus Cantacuzeno seu avô. Nicol também sugere que seu pai foi Demétrio I Cantacuzeno.
Embora não haja registros sobreviventes do nome de sua esposa, Hugues Busac credita-o com uma família de nove crianças, quatro filhos e cinco filhas. De acordo com Nicol, eles são:
- Teodoro Cantacuzeno (morreu em 1459?)
- Manuel Cantacuzeno (fl. 1450-1470)
- Tomás Cantacuzeno (fl. 1460), apenas conhecido na genealogia de Busac.[9]
- Demétrio Cantacuzeno, de quem nada certo é conhecido.[10]
- Uma filha de nome desconhecido, que se casou com Jorge Raul; Rasul serviu como um emissário para o déspota da Moreia Tomás Paleólogo em julho de 1460.[11]
- Outra filha de nome desconhecido, que casou-se com Nicolau Paleólogo.{{notaNT|Nicol sugere que, baseado na raridade deste nome, ele é o mesmo Nicolau Paleólogo que rendeu Monemvasia para os venezianos em 1463.[12]
- Zoé Cantacuzena de Flory, que casou-se com Jaime II de Flory, conde de Jafa, e o parente de Carola, a esposa de Hugues Busac.[13]
- Ana Cantacuzena, que casou-se com Vladislav Hercegović.
- Outra filha de nome desconhecido, que Nicol especula que foi a mãe de Eudócia Cantacuzena, a mãe de Teodoro Espandunes.[14]